# M63
Галактиката Слънчоглед (М63, NGC5055) е спирална галактика, разположена по посока на съзведието Ловджийски кучета. Галактиката е гравитационно свързана с по-голямата М51 („Водовъртеж“).
Открита е от Пиер Мешен през 1779. В средата на XIX век, Лорд Росе открива спиралната ̀и структура, което я прави първата галактика с наблюдавана спирална структура.
Намира се на 37 млн. години от Земята, като ъгловите ̀и размери са 12′.6 × 7′.2, а Видимата звездна величина – +9.3.